# Episodi de Le bizzarre avventure di JoJo (prima stagione)
La prima stagione della serie televisiva anime Le bizzarre avventure di JoJo è composta da 26 episodi, andati in onda in Giappone dal 5 ottobre 2012 al 5 aprile 2013, con cadenza settimanale, sui canali Tokyo MX, TX Network, e Animax. La stagione ripercorre i primi due archi narrativi del manga originario: in Phantom Blood viene mostrato lo scontro tra Jonathan Joestar e il suo malvagio fratello adottivo Dio Brando nell'Inghilterra di fine Ottocento; in Battle Tendency la lotta tra Joseph Joestar e gli Uomini del pilastro tra Stati Uniti, Messico, Italia e Svizzera nel 1938. La stagione è stata resa disponibile in simulcast con sottotitoli in diverse lingue sulla piattaforma Crunchyroll e con sottotitoli in italiano sul sito VVVVID. 
La sigla di apertura della prima parte è JoJo (Sono chi no sadame) (ジョジョ～その血の運命～?), cantata da Hiroaki Tominaga, mentre quella della seconda è Bloody Stream, cantata dal gruppo Coda. La sigla di chiusura unica per i primi 26 episodi è il singolo del 1972 degli Yes Roundabout, scelto perché era una delle canzoni che Hirohiko Araki ha rivelato di ascoltare più frequentemente durante la stesura di Phantom Blood.

## Lista episodi

### Phantom Blood
| Nº | Titolo italiano Giapponese 「Kanji」 - Rōmaji | In onda          | In onda          |
| Nº | Titolo italiano Giapponese 「Kanji」 - Rōmaji | Giapponese       | Italiano         |
| 1  | Dio, l'invasore 「侵略者ディオ」 - Shinryakusha Dio | 5 ottobre 2012   | 18 febbraio 2025 |
| 1  | Liverpool, Inghilterra, 1880, un ragazzo di nome Jonathan Joestar, conosciuto come Jojo, ha sempre vissuto una vita spensierata nella sua tenuta insieme al padre George, fin quando un altro ragazzo di nome Dio Brando non viene adottato da loro dopo aver perso il padre, Dario. George prende con sé Dio poiché crede di dovere la sua vita a Dario. Anni prima, infatti, l'uomo fu vittima di un incidente, nel quale sua moglie Mary perse la vita. Dario Brando, alla vista dei due coniugi indifesi e feriti pensò di approfittarne per derubarli, ma appena si avvicinò George aprì gli occhi e fraintese le intenzioni dell'uomo, credendolo un eroe venuto in suo soccorso. Dal momento in cui Dio Brando entra a far parte della vita dei Joestar mette in atto il suo malefico piano: ferire l'animo di Jojo e diventare l'unico erede della fortuna di George. Per tormentare Jojo, Dio approfitta di un incontro di boxe per picchiarlo violentemente e lo ridicolizza davanti ai suoi amici, presentandosi come un gentiluomo migliore di lui. Jojo trova conforto solo nella relazione con l'amata Erina Pendleton, ma Dio le ruba con prepotenza il suo primo bacio. È proprio questa la goccia che fa traboccare il vaso, Jojo si ribella e affronta apertamente Dio, picchiandolo ferocemente. Dio si rende conto che Jonathan è più forte di quello che pensava e, dopo aver bruciato il cane di Jojo, Danny, per vendetta, decide che il modo migliore di portare a termine il suo piano è quello di guadagnarsi la fiducia di Jonathan. |                  |                  |
| 2  | Una lettera dal passato 「過去からの手紙」 - Kako kara no tegami | 12 ottobre 2012  | 18 febbraio 2025 |
| 2  | Otto anni dopo, nel 1888, Jonathan e Dio sono diventati ottimi studenti e stanno per diplomarsi nei loro rispettivi campi, mentre George si è ammalato ed è da tempo costretto a rimanere a riposo. Jojo inizia a insospettirsi della troppa cura che Dio riserva al padre, temendo che dietro tutta quella premura si celino secondi fini. I sospetti di Jonathan crescono nel momento in cui trova una lettera scritta sul letto di morte dal padre di Dio a George, in cui gli chiedeva di prendersi cura del figlio. In questa lettera Dario descrive i sintomi della sua malattia, molto simili a quelli che affliggono George. A questo punto Jonathan è convinto che Dio abbia avvelenato il suo stesso padre e che ora stia facendo lo stesso con George. Jojo decide di parlare a Dio dei suoi sospetti, il quale pianifica di sbarazzarsi di Jonathan prima che la verità venga a galla. |                  |                  |
| 3  | Gli anni con Dio 「ディオとの青春」 - Dio to no seishun | 19 ottobre 2012  | 18 febbraio 2025 |
| 3  | Dopo aver trovato un antidoto, che ha dato a George, Jonathan si prepara a consegnare Dio alla polizia. Dio tenta di abbassare la guardia di Jonathan per usare il suo sangue sulla maschera fingendo il rammarico mentre offre di farsi consegnare lui stesso. Ma l'uomo che indossa la bombetta, da Ogre Street, presentandosi come Robert E. O. Speedwagon, rivela a Jonathan che Dio è il male puro e porta il farmacista Wang Chen che ha venduto a Dio il veleno. George, dopo aver sentito l'intera cosa, permette a Jonathan e ai poliziotti di fare quello che devono. Mentre JoJo cerca di ammanettarlo, Dio cerca di colpirlo e finisce per uccidere George e usa la maschera su sé stesso, mentre viene ucciso da un colpo a fuoco. Morendo, George dà a Jonathan l'anello della madre defunta mentre il capo della polizia rivela che George ha appreso della natura di Dario prima di adottare Dio. George chiede a Jonathan di non portare alcuna malevolenza verso Dio prima di scomparire però Dio torna in vita e uccide i poliziotti mentre beve il sangue di uno di loro. Uccidendo un poliziotto vampirizzato, Jonathan cerca di uccidere Dio concentrandosi sulla sua testa. Poiché diversi tentativi di uccidere Dio falliscono, Jonathan dà il palazzo alle fiamme e conduce Dio al tetto, così Speedwagon può fuggire. Jonathan tenta di sacrificare sé stesso trascinando Dio verso una morte ardente, ma il tentativo di contrattaccare di Dio costringe Jonathan ad affrontarlo impalandolo sulla statua dell'angelo custode della famiglia Joestar. Mentre Speedwagon prende Jonathan lontano dalle rovine bruciate, si scopre che Dio è sopravvissuto e quando Chen tenta di afferrare la maschera tra i detriti, Dio gli succhia il sangue. |                  |                  |
| 4  | Overdrive 「波紋疾走（オーバードライブ)」 - Ōbādoraibu | 26 ottobre 2012  | 18 febbraio 2025 |
| 4  | Tre giorni dopo l'incidente, Jonathan si risveglia e trova Erina che lo cura in ospedale. Mentre riaccendono la loro amicizia, incontrano uno strano uomo chiamato Will A. Zeppeli, che esegue una tecnica su JoJo che gli permette di calmare il dolore del suo braccio rotto. Zeppeli racconta a JoJo della tecnica, nota come onda concentrica, che usa l'energia del proprio corpo per eseguire imponenti performance di forza. Inoltre rivela che Dio è ancora vivo, ed è il destino di Jonathan andare contro la maschera di pietra. Mentre Jonathan riflette sul fatto che Erina non fosse coinvolta, Zeppeli nota l'energia che risiede in lui. Nel frattempo, Dio continua ad aggirarsi per Londra, reclutando gli uomini più vili che conosce nel suo esercito non-morto, tra cui Jack lo Squartatore. Mentre Zeppeli allena Jonathan per padroneggiare le onde concentriche, spiega come fosse uno dei primi a scoprire la Maschera di Pietra e testimoniare le sue potenze oscure, dedicandosi a padroneggiare le onde concentriche per distruggerlo. Proprio in quel momento, Speedwagon li informa delle persone che sono scomparse a Wind Knights Lot, così i tre vanno a vedere. Mentre passano attraverso un tunnel in città, vengono attaccati da Jack, e Zeppeli lotta con lui per dare l'unica lezione a Jonathan su come usare le onde concentriche. Mentre Jack cerca di attirarli in una trappola, Jonathan è incaricato da Zeppeli a sconfiggere Jack senza spargere alcuna goccia di vino che ha versato in un bicchiere. Usando il vino, Jonathan riesce a capire come funzionano le onde concentriche, permettendogli di uccidere Jack dall'altra parte di un muro utilizzando la sua tecnica delle onde concentriche: Overdrive.               |                  |                  |
| 5  | I cavalieri delle tenebre 「暗黒の騎士達」 - Ankoku no kishitachi | 2 novembre 2012  | 18 febbraio 2025 |
| 5  | Arrivati a Wind Knights Lot, il gruppo di Jonathan viene borseggiato da un giovane ragazzo di talento chiamato Poko che Jonathan e Zeppeli riescono a catturare con i loro poteri d'ondulazione. Tuttavia, come il sole tramonta, si trovano di fronte a Dio che aveva ipnotizzato Poko per attirare il gruppo di Jonathan al cimitero dove sono attaccati dalla sua legione di zombie. Zeppeli prova a usare il suo attacco d'onda su Dio, ma lui contrattacca congelando le sue vene. Dopo aver congelato la mano di Jonathan, Dio chiama due potenti cavalieri zombie, Tarkus e Bruford, per finire il lavoro per lui. Mentre Jonathan combatte contro di loro, Speedwagon usa il suo calore del corpo per scongelare il braccio di Zeppeli. Mentre la battaglia tra JoJo e Bruford si intensifica, si muove nelle profondità di un lago vicino. JoJo decide invece di cercare di affrontare Bruford durante la salita alla superficie del lago, si immerge più a fondo. Bruford lo segue, ma JoJo è riuscito a trovare una cavità di aria ricca di ossigeno sotto una roccia, e usa questo soffio d'aria per lanciare un Torquoise Blue Overdrive a Bruford. |                  |                  |
| 6  | Il coraggio di domani 「あしたの勇気」 - Ashita no yūki | 9 novembre 2012  | 18 febbraio 2025 |
| 6  | Mentre Bruford riesce a evitare l'attacco di Jonathan, Jonathan è nuovamente ingannato dai suoi capelli. Tuttavia, Jonathan riesce a bloccare l'attacco di Bruford e attaccare con un Overdrive attraverso la sua spada, disintegrando una delle sue braccia, prima di scatenare uno Sunlight Yellow Overdrive contro di lui. Mentre il corpo di Bruford inizia a disintegrarsi, riacquista la sua anima umana, sentendosi in pace e lasciando a Jonathan la sua "Sword of Luck and Pluck" prima di disintegrarsi completamente. Tarkus poi attacca, ma Jonathan e Zeppeli riescono a prendere Speedwagon e Poko usando un mucchio di foglie come un aliante. Mentre fuggono, Zeppeli ricorda come ha imparato a controllare le onde concentriche da un uomo chiamato Tompetty. Mentre Tarkus salta dopo di loro, atterrano nel vecchio campo d'addestramento dei cavalieri. Jonathan viene tirato all'interno di una porta che ha aperto da Tarkus, spingendolo in un Chain Neck Deathmatch, in cui si deve decapitare l'altro per liberarsi. Rendendosi conto che Jonathan sarà ucciso se nessuno farà niente, Poko supera i suoi nervi e entra attraverso una finestra, riuscendo a sbloccare la porta in modo che Zeppeli possa entrare. |                  |                  |
| 7  | Successore 「うけ継ぐ者」 - Uketsugumono | 16 novembre 2012 | 18 febbraio 2025 |
| 7  | Zeppeli ricorda come Tompetty predisse dove avrebbe luogo la sua morte; nel posto proprio in questo momento. Sapendo questo, Zeppeli combatte contro Tarkus con l'intenzione di trovare un modo per liberare JoJo. Tuttavia, Tarkus attorciglia Zeppeli con una catena e strappa il suo corpo di due. Usando l'ultima delle sue forze, Zeppeli trasferisce la sua ultima onda concentrica a Jonathan, permettendogli di guarire le sue ferite, di liberarsi dalle sue catene e di cancellare Tarkus. Dopo la battaglia, Zeppeli dice a Jonathan che ha accettato il suo destino e ha superato la sua volontà su di lui prima di scomparire. Mentre Jonathan, Speedwagon e Poko tornano a Wind Knights Lot, incontrano Tompetty, insieme ai suoi altri studenti, Dire e Straitso. Nel frattempo, si scopre che la sorella di Poko è stata rapita da Dio. |                  |                  |
| 8  | Lotta all'ultimo sangue! JoJo e Dio 「血戦！JOJO&DIO」 - Kessen! JOJO & DIO | 23 novembre 2012 | 18 febbraio 2025 |
| 8  | Dopo che Poko sente che sua sorella è uscito per cercarlo, Dio invia uno zombie chiamato Doobie ad attaccare la sorella di Poko dopo che lei ha rifiutato di unirsi alla sua legione. Fortunatamente, Jonathan e gli altri arrivano in tempo per salvarla. Doobie scopre la sua testa che è piena di serpenti velenosi, riuscendo a mordere il volto di Jonathan, ma né il veleno né Doobie si alzano al potere di Jonathan. Con Poko e sua sorella riuniti, Jonathan continua ad affrontare Dio. Dire decide di affrontarlo e lancia un attacco, ma viene catturato dalla capacità di congelamento di Dio e viene spezzato in tanti pezzi, anche se con il suo ultimo respiro, riesce a sparare una rosa con le onde concentriche nell'occhio di Dio. Mentre Jonathan impara dal sacrificio come può danneggiare Dio usando la spada che ha ricevuto da Bruford, continua a confrontarsi con Dio mentre Tompetty e Straitso combattono il suo esercito non-morto. Jonathan riesce a conficcare la spada attraverso il corpo di Dio, ma Dio usa questa opportunità per congelare la sua spada e attaccare il collo di Jonathan. Tuttavia, Jonathan riesce a scongelarsi riscaldando la spada con una torcia, anche se Dio riesce a proteggersi dall'attacco di Jonathan. Proprio allora, Jonathan mette i pugni al fuoco contro il congelamento di Dio e riesce a rompere le sue difese con un Overdrive. Mentre il suo corpo si scioglie e lui cade nell'abisso, Dio lancia un attacco finale che trafigge la mano di Jonathan, ma sembra non fare molto di più. Con la presunta morte di Dio, Jonathan si prende un lungo riposo. |                  |                  |
| 9  | L'ultima onda 「最後の波紋！」 - Saigo no hamon! | 30 novembre 2012 | 18 febbraio 2025 |
| 9  | A seguito dell'apparente sconfitta di Dio e della distruzione della Maschera di Pietra, Jonathan sposa Erina e si dirigono in luna di miele in America in una crociera sull'Oceano Atlantico. Ma dopo il tramonto, Jonathan scopre che Wang Chan si è intrufolato a bordo e si rende conto che Dio è ancora vivo. Jonathan va faccia a faccia con la testa di Dio, che decapitò sé stesso per evitare le onde concentriche di Jonathan. Dio poi rivela la sua intenzione di prendere il corpo di Jonathan per sostituire il proprio mentre Erina arriva per vedere Jonathan riceve un attacco quasi fatale al collo. Nel frattempo, la nave comincia a essere invasa da zombie dopo che Wang Chan diffonde l'infezione. Utilizzando l'ultima onda concentrica che ha, Jonathan riesce a decapitare Wang Chan e costringe il suo corpo ad ostacolare un pezzo del meccanismo della nave da crociera, provocando un'esplosione. Mentre Erina decide di morire insieme al marito, Jonathan invece le dice di vivere e proteggere un bambino la cui madre è morta durante l'attacco zombie. Mentre la nave comincia ad esplodere, Dio fa un ultimo tentativo di prendere il corpo di Jonathan, ma Jonathan lo ferma, tenendo la testa di Dio in braccio mentre Erina e il bambino si nascondono nella bara di Dio per proteggerli dall'esplosione. Erina viene salvata nei pressi delle Isole Canarie un giorno dopo, e promette di trasmettere la verità su quanto accaduto l'8 febbraio 1889 al figlio non ancora nato concepito con Jonathan e le generazioni da seguire. |                  |                  |

## DVD

### Giappone
Gli episodi de Le bizzarre avventure di JoJo sono stati pubblicati per il mercato home video nipponico in edizione DVD dal 30 gennaio 2013 al 27 settembre 2013.
| N° | Data              | Dischi | Episodi | Extra | Fonte  |
| -- | ----------------- | ------ | ------- | ----- | ------ |
| 1  | 30 gennaio 2013   | 1      | 1-3     | /     | [ 30 ] |
| 2  | 22 febbraio 2013  | 1      | 4-6     | /     | [ 31 ] |
| 3  | 29 marzo 2013     | 1      | 7-9     | /     | [ 32 ] |
| 4  | 26 aprile 2013    | 1      | 10-12   | /     | [ 33 ] |
| 5  | 31 maggio 2013    | 1      | 13-15   | /     | [ 34 ] |
| 6  | 28 giugno 2013    | 1      | 16-18   | /     | [ 35 ] |
| 7  | 26 luglio 2013    | 1      | 19-21   | /     | [ 36 ] |
| 8  | 30 agosto 2013    | 1      | 22-24   | /     | [ 37 ] |
| 9  | 27 settembre 2013 | 1      | 25-26   | /     | [ 38 ] |